# Велика стратегія
Велика стратегія або висока стратегія включає «цілеспрямоване використання всіх доступних інструментів влади для убезпечення спільноти». Велика стратегія держави стосується таких питань як вибір головного та другорядних театрів воєнних дій під час війни, розподілу ресурсів між силами оборони та силами безпеки, між видами військових сил, визначення способів забезпечення їх озброєнням і військовою технікою, вибір міжнародних союзів, найсприятливіших для реалізації національних інтересів. Значним чином перетинаючись із зовнішньою політикою, велика стратегія фокусується переважно на безпекових наслідках політики. Політичне керівництво країни, як правило, визначає велику стратегію за участю військового командування. Розвиток і реалізація великої стратегії може тривати багато років і навіть здійснюватись впродовж життя кількох поколінь.
Концепція стратегії була розширена для опису багаторівневих стратегій в цілому, включаючи стратегічне мислення на рівні корпорацій і політичних партій.  У цьому контексті використання терміна «Велика стратегія» стосується досягнення довгострокових цілей.

## Історичні приклади

### Друга світова війна
Прикладом великої стратегії є рішення союзників під час Другої світової війни  зосередитися на розгромі Німеччини. Рішення, ухвалене спільною згодою після нападу на Перл-Харбор (1941), який призвів до вступу США у війну, було виправдане тим, що Німеччина була найпотужнішим членом Осі, і безпосередньо загрожувала існуванню Великої Британії та СРСР. І навпаки, хоч завоювання Японії привернули значну увагу, вони здійснювались переважно у менш розвинутих територіях та у європейських колоніях.

### Холодна війна
США і Велика Британія використовували політику стримування, як частину власної великої стратегії під час Холодної війни.